# Makiejowszczyzna
Makiejowszczyzna (biał. Макееўшчына, Makiejeuszczyna; ros. Макеевщина, Makiejewszczina) – wieś na Białorusi, w obwodzie brzeskim, w rejonie lachowickim, w sielsowiecie Nowosiółki.

## Historia
W dwudziestoleciu międzywojennym leżała w Polsce, w województwie nowogródzkim, w powiecie baranowickim, w gminie Darewo. W 1921 miejscowość liczyła 92 mieszkańców, zamieszkałych w 18 budynkach, w tym 82 Polaków i 10 Białorusinów. 91 mieszkańców było wyznania rzymskokatolickiego i 1 prawosławnego.
Po II wojnie światowej w granicach Związku Sowieckiego. Od 1991 w niepodległej Białorusi.